# Alberto Morrocco
Alberto Morrocco (Aberdeen, 14 dicembre 1917 – Dundee, 10 marzo 1998) è stato un pittore britannico, di origini italiane, onorato da Elisabetta II del Regno Unito nel 1993 con l’Ordine dell'Impero Britannico (OBE).
Oltre a due dottorati honoris causa, era membro illustre di numerose accademie e società artistiche nazionali, come la Royal Society of Arts, la Royal Society of Edinburgh, la Royal Scottish Society of Painters in Watercolour, la Royal Society of Portrait Painters e la Royal Glasgow Institute of the Fine Arts. Ricevette il Premio San Vito Romano, il Guthrie Award e il Carnegie Award dalla Royal Scottish Academy.
Artista e insegnante d'arte, divenne famoso in patria e all'estero per i suoi panorami, nature morte, interni, ma soprattutto per le colorite scene balneari e le sue vedute di Venezia. Tra i reali britannici, dipinse un ritratto della Regina Madre.